# Lyons, Kansas
Lyons är administrativ huvudort i Rice County i Kansas. Enligt 2020 års folkräkning hade Lyons 3 611 invånare.